# Mandiant
Mandiant ist ein US-amerikanisches IT-Sicherheitsunternehmen. Es erlangte durch die Veröffentlichung eines Berichts im Februar 2013 öffentliche Aufmerksamkeit, der China in einen direkten Zusammenhang mit Cyber-Spionage stellt. Das Unternehmen wurde 2013 von FireEye, Inc. übernommen. Im März 2022 wurde eine Übernahme durch Google bekannt gegeben, diese wurde zum September 2022 abgeschlossen.

## Geschichte
Im Jahr 2004 wurde Red Cliff Consulting von Kevin Mandia – der gleichzeitig Chief Executive Officer ist – gegründet, bevor das Unternehmen 2006 zu Mandiant umbenannt wurde. Mandiant erhielt 2011 finanzielle Mittel von Kleiner Perkins Caufield & Byers, um das Personal zu erweitern und um das Business-to-Business-Geschäft auszuweiten. Das Unternehmen bietet IT-Störungsmanagement für große Finanzinstitute und Fortune-100-Firmen an. Der Umsatz ist 2012 um 76 % aus dem Jahr 2011 auf über 100 Millionen US-Dollar gestiegen. 2017 wurde der Account eines Mitarbeiters gehackt.

## APT1-Spionage-Bericht
Am 18. Februar 2013 veröffentlichte Mandiant einen Bericht, der Beweise über Cyber-Attacken von der Volksbefreiungsarmee (beziehungsweise Einheit 61398) enthält. Diese Attacken sollen auf mindestens 141 Organisationen aus den Vereinigten Staaten von Amerika und anderen englischsprachigen Ländern abgezielt haben, die bis ins Jahr 2006 zurückreichen. Der Bericht nennt die Spionageeinheit APT1 (Advanced Persistent Threat).
Obwohl der Bericht umfassend ist, können die genannten Vorfälle der Cyber-Attacken weder mit der chinesischen Regierung noch mit der Volksbefreiungsarmee in Verbindung gebracht werden, was der Bericht allerdings von sich behauptet.